# جوليان تومسون (مبارز بالسيف)
جوليان تومسون (بالإنجليزية: Soren Thompson)‏ هو مبارز بالسيف أمريكي، ولد في 5 مايو 1981 في سان دييغو في الولايات المتحدة.

## وصلات خارجية
- جوليان تومسون على موقع الاتحاد الدولي للمبارزة (الإنجليزية)
- جوليان تومسون على موقع أوليمبيديا (الإنجليزية)